# Бондаренко, Любовь Валентиновна
Бондаренко Любовь Валентиновна (1944, Хабаровск — 2018, Ростов-на-Дону) — советская и российская солистка балета, заслуженная артистка РСФСР (1976).

## Биография
Родилась 9 апреля 1944 года в Хабаровске.
С первого класса средней школы выступала в художественной самодеятельности.
В 1959 году поступила в Хабаровский железнодорожный техникум связи, куда принесла с собой и любовь к народным песням и танцам. Активно занималась в самодеятельном народном коллективе техникума.
В 1965 году её талант заметили и пригласили в Государственный Красноярский ансамбль танца Сибири под руководством Михаила Годенко.
В 1972 году Любовь Бондаренко пришла в творческий коллектив Государственного ансамбля песни и пляски донских казаков, для чего переехала с семьёй из родного Хабаровска в Ростов-на-Дону. С ансамблем она побывала на гастролях во всех крупных городах СССР и почти во всех странах мира.
Указом Президиума Верховного Совета РСФСР от 30 августа 1976 года ей присвоено звание Заслуженной артистки РСФСР.
После выхода на пенсию Любовь Бондаренко начала педагогическую деятельность, передавая свой хореографический опыт актрисы балета детям в творческих и спортивных коллективах города.
Умерла в 2018 году, похоронена на Северном кладбище Ростова-на-Дону.

### Семья
- Муж — певец Бондаренко Юрий Николаевич, солист хора ансамбля донских казаков.
- Дети — Сероглазова (Десятова) Ирина Геннадьевна, Бондаренко Алексей Юрьевич.
- Внуки — Бондаренко Дарья Алексеевна, Бондаренко Мария Алексеевна, Сероглазова Александра Игоревна, Бондаренко Григорий Алексеевич.

## Награды
- Заслуженный артист РСФСР (30.08.1976)[1].